# Кучмин яр
Ку́чмин яр (укр. Ку́чмин яр) — историческая местность Киева, бывшее селение в Соломенском районе. Простирается на склоне между улицами Кудряшова, Краснодонской, Красикова (по обе её стороны) и Соломенским лесопарком, прилегает к местностям Батыева гора, Александровская Слободка, Соломенка и жилмассиву Железнодорожный.
Ближайшая станция метрополитена: Вокзальная.

## История
В первой половине XIX века в яру поселился первопоселенец этих мест, селянин Григорий Кучма с многочисленными родственниками. С него и началось данное селение. Тогда эта местность ещё не входила ни в состав Киева, ни в состав села Соломенка. В середине XIX века тут возникли улицы и переулки Кучмин Яр (сегодня один из переулков — Кудряшова).
В 1879—1901 годах Кучмин яр входил в бульварную часть Киева, в 1901—1909 годах — в состав селения Соломенка.
Кучмин Яр был окончательно включён в состав Киева в 1909 году одновременно с присоединением Соломенки к городу.
Этот яр имеет два больших отрога: первый начинается от перекрёстка улиц Соломенской и Механизаторов, второй — от улицы Волгоградской.
Часть возвышенности между ними сейчас принадлежит районной больнице. А бо́льшая часть яра — Соломенскому лесопарку. Местами это полностью окультуренный парк, популярное место для прогулок с детьми, — с асфальтовыми дорожками, лестницами, потенциально действующими бассейнами и фонтанами. С тылов он более «дикий» и лесистый. На западном склоне Батыевой Горы (он же — «стенка» Кучминого яра) расположены многочисленные гаражи, старые усадьбы, а также несколько новых.
Финальная часть яра проходит по улице Кудряшова, которая когда-то называлась Мокрой. Устье яра заканчивается под Железнодорожным мостом.
В 1940—1950-е годы площадь застройки была расширена до Соломенского лесопарка (улица и переулок Энергетиков). Бо́льшая часть исторической, преимущественно частной, застройки снесли в 1960—70-е годы.